# Jedwabno (gromada)
Jedwabno – dawna gromada, czyli najmniejsza jednostka podziału terytorialnego Polskiej Rzeczypospolitej Ludowej w latach 1954–1972.
Gromady, z gromadzkimi radami narodowymi (GRN) jako organami władzy najniższego stopnia na wsi, funkcjonowały od reformy reorganizującej administrację wiejską przeprowadzonej jesienią 1954 do momentu ich zniesienia z dniem 1 stycznia 1973, tym samym wypierając organizację gminną w latach 1954–1972.
Gromadę Jedwabno z siedzibą GRN w Jedwabnie utworzono – jako jedną z 8759 gromad na obszarze Polski – w powiecie nidzickim w woj. olsztyńskim na mocy uchwały nr 19 WRN w Olsztynie z dnia 4 października 1954. W skład jednostki weszły obszary dotychczasowych gromad Czarny Piec, Dłużek, Jedwabno i Narty ze zniesionej gminy Jedwabno oraz obszary dotychczasowych gromad Niedźwiedź, Piduń i Szuć ze zniesionej gminy Wały w tymże powiecie. Dla gromady ustalono 15 członków gromadzkiej rady narodowej.
1 stycznia 1955 gromadę włączono do powiatu szczycieńskiego w tymże województwie.
1 stycznia 1958 do gromady Jedwabno włączono obszar zniesionej gromady Burdąg oraz wieś Rekownica ze zniesionej gromady Wesołowo w tymże powiecie.
1 stycznia 1960 do gromady Jedwabno włączono obszar zniesionej gromady Nowy Dwór w tymże powiecie.
1 stycznia 1969 do gromady Jedwabno włączono część obszaru jeziora należącego do lasów państwowych Nadleśnictwa Dłużek (0,60 ha) z gromady Butryny w powiecie olsztyńskim w tymże województwie.
Gromada przetrwała do końca 1972 roku, czyli do kolejnej reformy gminnej. 1 stycznia 1973 – tym razem w powiecie szczycieńskim – reaktywowano gminę Jedwabno.